# Crisis social
Una crisis social se produce cuando la estructura fundamental de una sociedad se ve perturbada o sufre un drástico declive.

## Descripción general
Una crisis social puede manifestarse de forma súbita y sin previo aviso, o bien, puede ser el resultado de una marcada desigualdad y problemática social que se ha ido gestando a lo largo de décadas. También puede adoptar diversas formas y situaciones que se encuentran en algún punto intermedio entre estos escenarios conceptuales, entre esto se incluye:
- una crisis política como un golpe de Estado, o un desorden civil  masivo, como consecuencia de la  inestabilidad político y/o descontento popular, debido a un conflicto militar, protestas masivas, o la disfunción dentro de cualquier parte o del organismo central de gobierno.
- Una crisis económica puede abarcar diferentes aspectos, como una posible crisis financiera, una crisis monetaria o cualquier tipo de conmoción económica, así como un colapso o un problema significativo en el funcionamiento del sistema económico.
- Una agitación importante debido a un desastre natural, que puede incluir condiciones climáticas adversas, epidemias, sequías, hambrunas u otros eventos relacionados con la naturaleza.

Una crisis social puede englobar uno, varios o todos estos elementos, en diversas combinaciones.       